# عقل سرخ (فیلم)
عقل سرخ فیلمی به کارگردانی و نویسندگی بهرام توکلی محصول سال ۱۳۷۹ است.

## خلاصه داستان
عقل سرخ روایتگر هفت روز آخر زندگی مرتضی آوینی از دریچه نگاه یکی از هم رزمان اوست. روایتی که در انتها به تعریفی جدید از جنگ و کرامت انسانی در سایه هویت دینی می‌انجامد.

## بازیگران
- محمود فتح الهی
- میترا دهقان
- علیرضا سلامیان